# Genehmigungswettbewerb
Die damalige Europäische Gemeinschaft hat im Jahre 1991 mit einer Verordnung (1893/91) die Grundlagen für einen Wettbewerb im Öffentlichen Personen-Nahverkehr (ÖPNV) gelegt. In Deutschland trat die entsprechende Neuregelung des Personenbeförderungsgesetzes (PBefG) zum 1. Januar 1996 in Kraft. Weiterhin muss für jeden Linienverkehr eine auch als Konzession bezeichnete Genehmigung erteilt werden, die für einen Zeitraum von maximal zehn Jahren (gem. Art. 4 Abs. 3 VO 1370/2007) gewährt wird. Dabei ist der Begriff der Konzession hier juristisch nicht ganz korrekt, da die Genehmigung auch während der Genehmigungsdauer angreifbar ist. Umgangssprachlich hat sich der Begriff Konzession jedoch eingebürgert.
Bei der Erteilung der Genehmigung ist nach Maßgabe des PBefG zwischen sogenannten eigenwirtschaftlichen und gemeinwirtschaftlichen Verkehrsleistungen zu unterscheiden. Während die Konzessionen gemeinwirtschaftlicher Leistungen auf Dienstleistungsaufträgen basieren und grundsätzlich europaweit ausgeschrieben werden müssen, wurde für die Vergabe von Konzessionen für im Sinne des PBefG eigenwirtschaftliche Leistungen in Deutschland der Genehmigungswettbewerb eingeführt.
Anknüpfungspunkt ist ein Urteil des Bundesverwaltungsgerichtes aus dem Jahr 2003, wonach die zuständigen Genehmigungsbehörden Informationen über auslaufende und zur Neuerteilung anstehende Liniengenehmigungen veröffentlichen und interessierten Unternehmen zur Verfügung stellen müssen. Alle interessierten Unternehmen können dann einen Antrag auf Erteilung der Genehmigung einreichen, der allgemein festgelegte Kriterien und Inhalte erfüllen muss. Unter Berücksichtigung der Kriterien des PBefG und ggf. des für die jeweilige Region gültigen Nahverkehrsplanes wird dem Unternehmen mit dem besten Antrag die Konzession erteilt.
Allerdings erfolgt in der Praxis derzeit nur in wenigen Fällen eine Veröffentlichung auslaufender Genehmigungen seitens der Behörden. Interessierte Unternehmen müssen daher selbst bei den Behörden anfragen. Aktiv publiziert wurden Genehmigungswettbewerbe in den letzten Jahren in Süd-Niedersachsen, im Landkreis Cuxhaven, im Kreis Gütersloh und im Kreis Lippe. Auch der Landkreis Wittenberg führte einen Genehmigungswettbewerb für Linienbündel durch, für die allerdings öffentliche Mittel zur Verfügung gestellt werden. Nachdem die EU-Kommission dieses Vorgehen genehmigt hat, übernimmt das Land Sachsen-Anhalt künftig das „Wittenberger Modell“. Unter Federführung von Sachsen-Anhalt arbeiten derzeit einige Länder an der Präzisierung dieses Instruments. Es ist zu erwarten, dass entsprechende Regelungen im Zuge der Umsetzung der EU-Nachfolgeverordnung 1191/69, die vsl. im Jahr 2010 in Kraft treten wird, in das PBefG aufgenommen werden.

## Weblink
- Infoportal Mobil NRW: Wettbewerb im ÖPNV